# Spare Me the Details
«Spare Me the Details» és el vintè senzill de la banda californiana The Offspring, el tercer i darrer de l'àlbum Splinter. El senzill no incloïa cap cançó extra ni versió addicional.
La seva comercialització es va cenyir només a Austràlia i Nova Zelanda, i per aquest motiu no es va editar cap videoclip promocional. Posteriorment fou inclosa en la compilació Greatest Hits (2005) però només en l'edició australiana, tot i que només a Nova Zelanda va entrar a la llista de senzills.
La cançó tracta amb un ritme alegre i de forma despreocupada el fet que la xicota del protagonista de la cançó li és infidel amb un seu amic en una festa. Com que tots els seus amics coneixen els fets, el narrador demana contínuament que no li expliquin més detalls i intenta treure-li ferro.

## Llista de cançons
| Núm. | Títol                  | Durada |
| ---- | ---------------------- | ------ |
| 1.   | «Spare Me The Details» | 3:24   |